# Felix Basch
Felix Basch (Vienna, 16 settembre 1882 – Los Angeles, 17 maggio 1944) è stato un attore, regista e sceneggiatore austriaco.

## Biografia
Felix Basch iniziò la sua carriera teatrale come attore, entrando a far parte della compagnia del Burgtheater di Vienna. Nel 1911, si sposò con Grete Freund, una cantante di operetta con la quale partì in tournée per la Russia. L'anno seguente, la coppia si stabilì a Berlino dove, nel 1913, Basch passò a lavorare per il cinema, recitando nel suo primo film. Due anni dopo, nel 1915, esordì anche come regista. Negli anni venti, era diventato uno dei più famosi registi del cinema muto tedesco.
Ma, dopo la salita al potere dei nazionalsocialisti, i Basch decisero di lasciare la Germania cercando rifugio negli Stati Uniti. La coppia aveva avuto un figlio, Peter, che all'epoca aveva nove anni e che, in seguito,  sarebbe diventato un famoso fotografo.  La famiglia, all'inizio, visse a New York per trasferirsi poi, nel 1935, a Hollywood. Ma, come tanti altri emigrati, neanche Basch riuscì a imporsi nella sua professione nel cinema USA. Tanto che fu indotto a lasciare l'America e a tornare in Europa dove, nel Regno Unito e in Francia, tentò la strada di sceneggiatore. Nel 1939, tornò definitivamente negli Stati Uniti, guadagnandosi da vivere con piccoli ruoli in film di propaganda americani mentre la moglie, prima a New York e poi a Los Angeles, apriva dei ristoranti di cucina viennese con alterne fortune.
Nel 1944, dopo una trasfusione, a Basch venne diagnosticata l'epatite B che lo portò rapidamente alla morte. Si spense a Los Angeles il 17 marzo 1944 all'età di cinquantotto anni.

## Filmografia

### Regista
- Um ihres Kindes Glück (1915)
- Die letzte Partie (1915)
- Der Herr Baron (1915)
- Talarso (1916)
- Stein unter Steinen (1916)
- Fliegende Schatten (1916)
- Die Laune einer Modekönigin (1916)
- Die Last (1916)
- Der Hund mit dem Monokel (1916)
- Börse und Adel (1916)
- Eine Nacht in der Stahlkammer (1917)
- Eine Nacht im Wolkenkratzer (1917)
- Die Silhouette des Teufels (1917)
- Fantasie des Aristide Caré (1918)
- Die Rose von Stambul (1919)
- Mascotte (1920)
- Patience, co-regia di Paul Leni (1920)
- Menschen von Heute (1920)
- Hannerl und ihre Liebhaber (1921)
- Die Bettlerprinzessin (1921)
- Eines großen Mannes Liebe (1921)
- Die Geliebte Roswolskys (1921)
- Fräulein Julie (1922)
- Der Fluch des Schweigens (1922)
- Sodoms Ende (1922)
- Der Strom (1922)
- Jugendsünden (1923)
- Ein glückhaft Schiff (1923)
- Ihr Weg zum Erfolg (1925)
- Schicksal (1925)
- Finale der Liebe (1925)
- Der Mann seiner Frau (1926)
- Das Mädel auf der Schaukel (1926)
- Schatz, mach' Kasse (1926)
- Der Sohn des Hannibal (1926)
- La principessa dei dollari ed i sei pretendenti (Die Dollarprinzessin und ihre sechs Freier) (1927)
- Eins + Eins = Drei (1927)
- Mascottchen (1929)
- Zwei Krawatten, co-regia di Richard Weichert (1930)
- Seine Freundin Annette (1931)

### Attore (parziale)
- Selbstgerichtet oder Die Gelbe Fratze, regia di Hubert Moest (1914)
- Mein Leopold, regia di Heinrich Bolten-Baeckers (1914)
- Heimgekehrt, regia di Franz Hofer (1914)
- Ein Skandal in der Gesellschaft (1914)
- Der Schuß um Mitternacht, regia di Walter Schmidthässler (1914)
- Das Paradies der Frauen (1914)
- Das eiserne Kreuz, regia di Richard Oswald (1914)
- Die Ehe auf Kündigung, regia di Walter Schmidthässler (1914)
- Das Paradies der Damen, regia di Max Mack (1914)
- Ein Kindesherz, regia di Walter Schmidthässler (1914)
- Nelly
- Nelly - 2. Teil
- Um ihres Kindes Glück
- Die letzte Partie
- Der Onkel aus Amerika, regia di Hans Hyan (1915)
- Der Herr Baron
- Der falsche Schein
- Lache Bajazzo, regia di Richard Oswald (1915)
- Kehre zurück! Alles vergeben!, regia di Max Mack (1915)
- Arme Maria - Eine Warenhausgeschichte
- Der Tunnel, regia di William Wauer (1915)
- Die Rose von Stambul, regia di Arthur Wellin (o Felix Basch) (1919)
- Mascotte, regia di Felix Basch (1920)
- Hannerl und ihre Liebhaber, regia di Felix Basch (1921)
- L'avventura impossibile (Desperate Journey), regia di Raoul Walsh (1942)
- Fuggiamo insieme (Once Upon a Honeymoon), regia di Leo McCarey (1942)
- Women in Bondage, regia di Steve Sekely (1943)
- Il canto del deserto (The Desert Song), regia di Robert Florey (1943)
- Il Falco in pericolo (The Falcon in Danger), regia di William Clemens (1943)
- Nessuno sfuggirà (None Shall Escape), regia di André De Toth (1944)
- Tre giorni di gloria (Uncertain Glory), regia di Raoul Walsh (1944)
- The Hitler Gang, regia di John Farrow (1944)
- La maschera di Dimitrios (The Mask of Dimitrios), regia di Jean Negulesco (1944)
- Wilson, regia di Henry King (1944)